# Linafoot
De Linafoot (Ligue Nationale de Football) is sinds 1998 de naam van de voetbalcompetitie in Congo-Kinshasa waarin om het landskampioenschap wordt gestreden. De competitie wordt georganiseerd door de Fédération Congolaise de Football-Association. De eerste editie werd in 1958, in toen nog Belgisch-Kongo, gespeeld. In 1960 werd het land onafhankelijk, tussen 1971 en 1997 heette het land Zaïre.

## Landskampioenen (1958-2022)

### Statistieken
| Titels | Club                                                      |
| ------ | --------------------------------------------------------- |
| 19     | TP Mazembe**                                              |
| 15     | AS Vita Club                                              |
| 12     | DC Motema Pembe*                                          |
| 9      | US Bilombe                                                |
| 6      | FC Saint Eloi Lupopo                                      |
| 4      | AS Dragons                                                |
| 1      | SCOM Mikishi, AS Bantous, SM Sanga Balende, US Tshinkunku |

* Inclusief 4 titels van CS Imana
** Inclusief 3 titels van TP Englebert